# Chris Senn
Chris Senn (Grass Valley, Californië, 12 november 1972) is een Amerikaans professioneel skateboarder. Hij begon in 1983 en staat tegenwoordig bekend om zijn agressieve en spontane stijl van skateboarden. Met drie gouden X Games-medailles was hij in 2007 de tweede van de wereld, na Rodil de Araujo jr.

## Prijzen
In 1995 werd hij door Thrasher Magazine benoemd tot skater van het jaar.

## Sponsoren
- Element Skateboards
- Bones Wheels
- Oakly
- Emerica